# Административно-территориальное деление Челябинской области

## Административно-территориальное устройство
Согласно Закону «Об административно-территориальном устройстве Челябинской области» и Уставу Челябинской области, субъект РФ включает следующие административно-территориальные единицы:
- 15 городов вне районов (в том числе 3 ЗАТО);
- 15 городов в составе районов (в том числе 5 с территориальным районом);
- 27 районов (в том числе 5 городов с территориальными районами);
- 13 посёлков городского типа (рабочих посёлков)[4];
- 242 сельсовета.

Административными центрами районов и сельсоветов являются населенные пункты, определенные законом Челябинской области в качестве административных центров муниципальных районов и сельских поселений.
Административными центром области является город Челябинск.

### Города, посёлок городского типа и районы
| №                                          | Название                                      | Центр                 |
| ------------------------------------------ | --------------------------------------------- | --------------------- |
| Города и посёлок вне районов               |                                               |                       |
| I                                          | Верхний Уфалей                                | город Верхний Уфалей  |
| II                                         | Златоуст                                      | город Златоуст        |
| III                                        | Карабаш                                       | город Карабаш         |
| IV                                         | Копейск                                       | город Копейск         |
| V                                          | Кыштым                                        | город Кыштым          |
| VI                                         | Магнитогорск                                  | город Магнитогорск    |
| VII                                        | Миасс                                         | город Миасс           |
| VIII                                       | Озёрск (ЗАТО)                                 | город Озёрск          |
| IX                                         | Снежинск (ЗАТО)                               | город Снежинск        |
| X                                          | Трёхгорный (ЗАТО)                             | город Трёхгорный      |
| XI                                         | Троицк                                        | город Троицк          |
| XII                                        | Усть-Катав                                    | город Усть-Катав      |
| XII                                        | Чебаркуль                                     | город Чебаркуль       |
| XIV                                        | Челябинск                                     | город Челябинск       |
| XV                                         | Южноуральск                                   | город Южноуральск     |
| XVI                                        | Локомотивный                                  | пгт Локомотивный      |
| Районы, города с территориальными районами |                                               |                       |
| 1                                          | Агаповский район                              | поселок Агаповка      |
| 2                                          | Аргаяшский район                              | посёлок Аргаяш        |
| 3                                          | город Аша и Ашинский район                    | город Аша             |
| 4                                          | Брединский район                              | посёлок Бреды         |
| 5                                          | Варненский район                              | село Варна            |
| 6                                          | Верхнеуральский район                         | город Верхнеуральск   |
| 7                                          | Еманжелинский район                           | город Еманжелинск     |
| 8                                          | Еткульский район                              | село Еткуль           |
| 9                                          | город Карталы и Карталинский район            | город Карталы         |
| 10                                         | город Касли и Каслинский район                | город Касли           |
| 11                                         | город Катав-Ивановск и Катав-Ивановский район | город Катав-Ивановск  |
| 12                                         | Кизильский район                              | село Кизильское       |
| 13                                         | Коркинский район                              | город Коркино         |
| 14                                         | Красноармейский район                         | село Миасское         |
| 15                                         | Кунашакский район                             | село Кунашак          |
| 16                                         | Кусинский район                               | город Куса            |
| 17                                         | Нагайбакский район                            | село Фершампенуаз     |
| 18                                         | Нязепетровский район                          | город Нязепетровск    |
| 19                                         | Октябрьский район                             | село Октябрьское      |
| 20                                         | Пластовский район                             | город Пласт           |
| 21                                         | город Сатка и Саткинский район                | город Сатка           |
| 22                                         | Сосновский район                              | село Долгодеревенское |
| 23                                         | Троицкий район                                | город Троицк          |
| 24                                         | Увельский район                               | посёлок Увельский     |
| 25                                         | Уйский район                                  | село Уйское           |
| 26                                         | Чебаркульский район                           | город Чебаркуль       |
| 27                                         | Чесменский район                              | село Чесма            |

## Муниципальное устройство
В рамках муниципального устройства, в границах административно-территориальных единиц области на 1 января 2019 года выделяются 319 муниципальных образований, в том числе:
- 16 городских округов, один из которых включает:
  - 7 внутригородских районов в составе Челябинского городского округа,
- 27 муниципальных районов, которые состоят из:
  - 27 городских поселений,
  - 242 сельских поселения.

### Городские округа и муниципальные районы
| №                    | Название               | Флаг | Герб | Площадь (км²) | Население (чел.) | Плотность (чел./км²) | Центр                 |
| -------------------- | ---------------------- | ---- | ---- | ------------- | ---------------- | -------------------- | --------------------- |
| Городские округа     |                        |      |      |               |                  |                      |                       |
| I                    | Верхнеуфалейский ГО    |      |      | 1612 км²      | ↘25 532          | 18,9                 | город Верхний Уфалей  |
| II                   | Златоустовский ГО      |      |      | 1895 км²      | ↘158 975         | 88,3                 | город Златоуст        |
| III                  | Карабашский ГО         |      |      | 682 км²       | ↘10 588          | 16,2                 | город Карабаш         |
| IV                   | Копейский ГО           |      |      | 355 км²       | ↘145 905         | 423,6                | город Копейск         |
| V                    | Кыштымский ГО          |      |      | 763 км²       | ↘37 271          | 51,08                | город Кыштым          |
| VI                   | Локомотивный ГО        |      |      | 10 км²        | ↗8576            | 845,0                | посёлок Локомотивный  |
| VII                  | Магнитогорский ГО      |      |      | 392 км²       | ↘408 487         | 1054,2               | город Магнитогорск    |
| VIII                 | Миасский ГО            |      |      | 1756 км²      | ↘159 986         | 94,8                 | город Миасс           |
| IX                   | Озёрский ГО            |      |      | 657 км²       | ↘86 692          | 135,8                | город Озёрск          |
| X                    | Снежинский ГО          |      |      | 299 км²       | ↗50 901          | 173,3                | город Снежинск        |
| XI                   | Трёхгорный ГО          |      |      | 162 км²       | ↗32 478          | 201,3                | город Трёхгорный      |
| XII                  | Троицкий ГО            |      |      | 128 км²       | ↘69 983          | 571,5                | город Троицк          |
| XIII                 | Усть-Катавский ГО      |      |      | 675 км²       | ↘23 566          | 36,9                 | город Усть-Катав      |
| XIV                  | Чебаркульский ГО       |      |      | 71 км²        | ↘44 671          | 576,4                | город Чебаркуль       |
| XV                   | Челябинский ГО         |      |      | 501 км²       | ↘1 176 770       | 2396,6               | город Челябинск       |
| XVI                  | Южноуральский ГО       |      |      | 210 км²       | ↘37 414          | 179,4                | город Южноуральск     |
| Муниципальные округа |                        |      |      |               |                  |                      |                       |
| 1                    | Коркинский МО          |      |      | 102 км²       | ↘56 058          | 577,8                | город Коркино         |
| 2                    | Нязепетровский МО      |      |      | 3459 км²      | ↘13 873          | 4,6                  | город Нязепетровск    |
| 3                    | Пластовский МО         |      |      | 1751 км²      | ↘24 387          | 14,3                 | город Пласт           |
| 4                    | Саткинский МО          |      |      | 2397 км²      | ↘74 658          | 32,8                 | город Сатка           |
| Муниципальные районы |                        |      |      |               |                  |                      |                       |
| 1                    | Агаповский район       |      |      | 2603 км²      | ↘31 815          | 12,7                 | село Агаповка         |
| 2                    | Аргаяшский район       |      |      | 2683 км²      | ↘39 396          | 15,1                 | село Аргаяш           |
| 3                    | Ашинский район         |      |      | 2791 км²      | ↘54 979          | 20,7                 | город Аша             |
| 4                    | Брединский район       |      |      | 5068 км²      | ↘23 586          | 4,9                  | посёлок Бреды         |
| 5                    | Варненский район       |      |      | 3852 км²      | ↘24 152          | 6,4                  | село Варна            |
| 6                    | Верхнеуральский район  |      |      | 3468 км²      | ↘31 736          | 9,8                  | город Верхнеуральск   |
| 7                    | Еманжелинский район    |      |      | 113 км²       | ↘47 327          | 431,6                | город Еманжелинск     |
| 8                    | Еткульский район       |      |      | 2525 км²      | ↘29 706          | 11,8                 | село Еткуль           |
| 9                    | Карталинский район     |      |      | 4726 км²      | ↘43 633          | 9,7                  | город Карталы         |
| 10                   | Каслинский район       |      |      | 2786 км²      | ↘29 604          | 11,2                 | город Касли           |
| 11                   | Катав-Ивановский район |      |      | 3415 км²      | ↘26 591          | 8,5                  | город Катав-Ивановск  |
| 12                   | Кизильский район       |      |      | 4412 км²      | ↘19 751          | 5,0                  | село Кизильское       |
| 13                   | Красноармейский район  |      |      | 3842 км²      | ↗49 158          | 10,7                 | село Миасское         |
| 14                   | Кунашакский район      |      |      | 3141 км²      | ↘27 737          | 9,08                 | село Кунашак          |
| 15                   | Кусинский район        |      |      | 1513 км²      | ↘25 198          | 17,4                 | город Куса            |
| 16                   | Нагайбакский район     |      |      | 3018 км²      | ↘17 105          | 6,03                 | село Фершампенуаз     |
| 17                   | Октябрьский район      |      |      | 4356 км²      | ↘18 437          | 4,4                  | село Октябрьское      |
| 18                   | Сосновский район       |      |      | 2071 км²      | ↗96 489          | 36,1                 | село Долгодеревенское |
| 19                   | Троицкий район         |      |      | 3958 км²      | ↘23 220          | 6,2                  | город Троицк          |
| 20                   | Увельский район        |      |      | 2330 км²      | ↘31 033          | 13,6                 | посёлок Увельский     |
| 21                   | Уйский район           |      |      | 2637 км²      | ↘21 213          | 8,5                  | село Уйское           |
| 22                   | Чебаркульский район    |      |      | 2879 км²      | ↘28 704          | 10,2                 | город Чебаркуль       |
| 23                   | Чесменский район       |      |      | 2663 км²      | ↘15 412          | 6,8                  | село Чесма            |

### Сельские и городские поселения

#### Агаповский район
- Административный центр района — село Агаповка.

1. Агаповское сельское поселение — с. Агаповка
2. Буранное сельское поселение — п. Буранный
3. Жёлтинское сельское поселение — п. Жёлтинский
4. Магнитное сельское поселение — п. Магнитный
5. Наровчатское сельское поселение — п. Наровчатка
6. Первомайское сельское поселение — п. Первомайский
7. Приморское сельское поселение — п. Приморский
8. Светлогорское сельское поселение — п. Светлогорск
9. Черниговское сельское поселение — п. Черниговский
10. Янгельское сельское поселение — п. Янгельский

#### Аргаяшский район
- Административный центр района — село Аргаяш.

1. Акбашевское сельское поселение — д. Акбашева
2. Аргаяшское сельское поселение — с. Аргаяш
3. Аязгуловское сельское поселение — д. Аязгулова
4. Байрамгуловское сельское поселение — с. Байрамгулово
5. Дербишевское сельское поселение — д. Дербишева
6. Ишалинское сельское поселение — п. Ишалино
7. Камышевское сельское поселение — д. Камышевка
8. Кузнецкое сельское поселение — с. Кузнецкое
9. Кулуевское сельское поселение — с. Кулуево
10. Норкинское сельское поселение — д. Норкино
11. Худайбердинское сельское поселение — п. Худайбердинский
12. Яраткуловское сельское поселение — д. Яраткулова

#### Ашинский район
- Административный центр района — город Аша.

1. Ашинское городское поселение — г. Аша
2. Биянское сельское поселение — с. Биянка
3. Еральское сельское поселение — с. Ерал
4. Илекское сельское поселение — с. Илек
5. Кропачёвское городское поселение — пгт. Кропачёво
6. Миньярское городское поселение — г. Миньяр
7. Симское городское поселение — г. Сим
8. Точильнинское сельское поселение — п. Точильный
9. Укское сельское поселение — п. Ук

#### Брединский район
- Административный центр района — посёлок Бреды.

1. Андреевское сельское поселение — п. Андреевский
2. Атамановское сельское поселение — п. Атамановский
3. Белокаменское сельское поселение — п. Маяк
4. Боровское сельское поселение — с. Боровое
5. Брединское сельское поселение — п. Бреды
6. Калининское сельское поселение — п. Калининский
7. Княженское сельское поселение — п. Княженский
8. Комсомольское сельское поселение — п. Комсомольский
9. Наследницкое сельское поселение — п. Наследницкий
10. Павловское сельское поселение — п. Павловский
11. Рымникское сельское поселение — п. Рымникский

#### Варненский район
- Административный центр района — село Варна.

1. Алексеевское сельское поселение — c. Алексеевка
2. Аятское сельское поселение — п. Арчаглы-Аят
3. Бородиновское сельское поселение — с. Бородиновка
4. Варненское сельское поселение — с. Варна
5. Казановское сельское поселение — п. Казановка
6. Катенинское сельское поселение — с. Катенино
7. Краснооктябрьское сельское поселение — п. Красный Октябрь
8. Кулевчинское сельское поселение — с. Кулевчи
9. Лейпцигское сельское поселение — п. Лейпциг
10. Николаевское сельское поселение — с. Николаевка
11. Новоуральское сельское поселение — п. Новый Урал
12. Покровское сельское поселение — п. Новопокровка
13. Толстинское сельское поселение — с. Толсты

#### Верхнеуральский район
- Административный центр района — город Верхнеуральск.

1. Верхнеуральское городское поселение — г. Верхнеуральск
2. Карагайское сельское поселение — п. Карагайский
3. Кирсинское сельское поселение — с. Кирса
4. Краснинское сельское поселение — п. Краснинский
5. Межозёрное городское поселение — пгт. Межозёрный
6. Петропавловское сельское поселение — п. Петропавловский
7. Спасское сельское поселение — п. Спасский
8. Степное сельское поселение — с. Степное
9. Сурменевское сельское поселение — п. Сурменевский
10. Форштадтское сельское поселение — с. Форштадт

#### Еманжелинский район
- Административный центр района — город Еманжелинск.

1. Еманжелинское городское поселение — г. Еманжелинск
2. Зауральское городское поселение — пгт. Зауральский
3. Красногорское городское поселение — пгт. Красногорский

#### Еткульский район
- Административный центр района — село Еткуль.

1. Бектышское сельское поселение — посёлок Бектыш
2. Белоносовское сельское поселение — посёлок Белоносово
3. Белоусовское сельское поселение — село Белоусово
4. Еманжелинское сельское поселение — село Еманжелинка
5. Еткульское сельское поселение — село Еткуль
6. Каратабанское сельское поселение — село Каратабан
7. Коелгинское сельское поселение — село Коелга
8. Лебедевское сельское поселение — село Лебедевка
9. Новобатуринское сельское поселение — посёлок Новобатурино
10. Печенкинское сельское поселение — деревня Печёнкино
11. Пискловское сельское поселение — село Писклово
12. Селезянское сельское поселение — село Селезян

#### Карталинский район
- Административный центр района — город Карталы.

1. Анненское сельское поселение — с. Анненское
2. Варшавское сельское поселение — п. Варшавка
3. Великопетровское сельское поселение — с. Великопетровка
4. Еленинское сельское поселение — с. Еленинка
5. Карталинское городское поселение — г. Карталы
6. Мичуринское сельское поселение — п. Мичуринский
7. Неплюевское сельское поселение — с. Неплюевка
8. Полтавское сельское поселение — п. Центральный
9. Снежненское сельское поселение — п. Снежный
10. Сухореченское сельское поселение — п. Сухореченский
11. Южно-Степное сельское поселение — п. Южно-Степной

#### Каслинский район
- Административный центр района — город Касли.

1. Багарякское сельское поселение — с. Багаряк
2. Береговое сельское поселение — п. Береговой
3. Булзинское сельское поселение — с. Булзи
4. Вишневогорское городское поселение — пгт. Вишневогорск
5. Воздвиженское сельское поселение — п. Воздвиженка
6. Григорьевское сельское поселение — д. Григорьевка
7. Каслинское городское поселение — г. Касли
8. Маукское сельское поселение — п. Маук
9. Огневское сельское поселение — с. Огнёвское
10. Тюбукское сельское поселение — с. Тюбук
11. Шабуровское сельское поселение — с. Шабурово

#### Катав-Ивановский район
- Административный центр района — город Катав-Ивановск.

1. Бедярышское сельское поселение — с. Бедярыш
2. Верх-Катавское сельское поселение — с. Верх-Катавка
3. Катав-Ивановское городское поселение — г. Катав-Ивановск
4. Лесное сельское поселение — п. Совхозный
5. Месединское сельское поселение — с. Меседа
6. Орловское сельское поселение — с. Орловка
7. Серпиевское сельское поселение — с. Серпиевка
8. Тюлюкское сельское поселение — с. Тюлюк
9. Юрюзанское городское поселение — г. Юрюзань

#### Кизильский район
- Административный центр района — село Кизильское.

1. Богдановское сельское поселение — с. Богдановское
2. Гранитное сельское поселение — п. Гранитный
3. Зингейское сельское поселение — п. Зингейский
4. Измайловское сельское поселение — п. Измайловский
5. Карабулакское сельское поселение — п. Карабулак
6. Кацбахское сельское поселение — п. Кацбахский
7. Кизильское сельское поселение — с. Кизильское
8. Новоершовское сельское поселение — п. Новоершовский
9. Новопокровское сельское поселение — п. Новопокровский
10. Обручёвское сельское поселение — с. Обручёвка
11. Полоцкое сельское поселение — с. Полоцкое
12. Сельское поселение Путь Октября — п. Путь Октября
13. Сыртинское сельское поселение — п. Сыртинский
14. Уральское сельское поселение — п. Урал

#### Коркинский район
- Административный центр района — город Коркино.

1. Коркинское городское поселение — г. Коркино
2. Первомайское городское поселение — пгт. Первомайский
3. Розинское городское поселение — пгт. Роза

#### Красноармейский район
- Административный центр района — село Миасское.

1. Алабугское сельское поселение — с. Алабуга
2. Баландинское сельское поселение — п. Баландино
3. Берёзовское сельское поселение — п. Октябрьский
4. Бродокалмакское сельское поселение — с. Бродокалмак
5. Дубровское сельское поселение — п. Дубровка
6. Канашевское сельское поселение — с. Канашево
7. Козырёвское сельское поселение — п. Мирный
8. Лазурненское сельское поселение — п. Лазурный
9. Луговское сельское поселение — п. Луговой
10. Миасское сельское поселение — с. Миасское
11. Озёрное сельское поселение — п. Петровский
12. Русско-Теченское сельское поселение — с. Русская Теча
13. Сугоякское сельское поселение — с. Сугояк
14. Теренкульское сельское поселение — д. Теренкуль
15. Шумовское сельское поселение — с. Шумово

#### Кунашакский район
- Административный центр района — село Кунашак.

1. Ашировское сельское поселение — с. Аширово
2. Буринское сельское поселение — с. Новобурино
3. Кунашакское сельское поселение — с. Кунашак
4. Куяшское сельское поселение — с. Большой Куяш
5. Муслюмовское сельское поселение — с. Муслюмово
6. Саринское сельское поселение — с. Сары
7. Урукульское сельское поселение — п. Дружный
8. Усть-Багарякское сельское поселение — с. Усть-Багаряк
9. Халитовское сельское поселение — с. Халитово

#### Кусинский район
- Административный центр района — город Куса.

1. Злоказовское сельское поселение — с. Злоказово
2. Кусинское городское поселение — г. Куса
3. Магнитское городское поселение — пгт. Магнитка
4. Медведевское сельское поселение — с. Медведевка
5. Петрозаводское сельское поселение — с. Петропавловка

#### Нагайбакский район
- Административный центр района — село Фершампенуаз.

1. Арсинское сельское поселение — п. Арсинский
2. Балканское сельское поселение — п. Балканы
3. Кассельское сельское поселение — п. Кассельский
4. Куликовское сельское поселение — п. Северный
5. Нагайбакское сельское поселение — п. Нагайбакский
6. Остроленское сельское поселение — п. Остроленский
7. Парижское сельское поселение — с. Париж
8. Переселенческое сельское поселение — п. Гумбейский
9. Фершампенуазское сельское поселение — с. Фершампенуаз
10. Южное городское поселение — пгт. Южный

#### Нязепетровский район
- Административный центр района — город Нязепетровск.

1. Гривенское сельское поселение — д. Ситцева
2. Кургинское сельское поселение — д. Курга
3. Нязепетровское городское поселение — г. Нязепетровск
4. Ункурдинское сельское поселение — с. Ункурда
5. Шемахинское сельское поселение — с. Шемаха

#### Октябрьский район
- Административный центр района — село Октябрьское.

1. Боровое сельское поселение — с. Боровое
2. Каракульское сельское поселение — с. Каракульское
3. Кочердыкское сельское поселение — с. Кочердык
4. Крутоярское сельское поселение — п. Крутоярский
5. Лысковское сельское поселение — с. Лысково
6. Маякское сельское поселение — с. Маячное
7. Мяконькское сельское поселение — с. Мяконьки
8. Никольское сельское поселение — с. Большеникольское
9. Октябрьское сельское поселение — с. Октябрьское
10. Подовинное сельское поселение — с. Подовинное
11. Свободненское сельское поселение — п. Свободный
12. Уйско-Чебаркульское сельское поселение — д. Уйско-Чебаркульская
13. Чудиновское сельское поселение — с. Чудиново

#### Пластовский район
- Административный центр района — город Пласт.

1. Борисовское сельское поселение — с. Борисовка
2. Демаринское сельское поселение — с. Демарино
3. Кочкарское сельское поселение — с. Кочкарь
4. Пластовское городское поселение — г. Пласт
5. Степнинское сельское поселение — с. Степное

#### Саткинский район
- Административный центр района — город Сатка.

1. Айлинское сельское поселение — с. Айлино
2. Бакальское городское поселение — г. Бакал
3. Бердяушское городское поселение — пгт. Бердяуш
4. Межевое городское поселение — пгт. Межевой
5. Романовское сельское поселение — с. Романовка
6. Саткинское городское поселение — г. Сатка
7. Сулеинское городское поселение — пгт. Сулея

#### Сосновский район
- Административный центр района — село Долгодеревенское.

1. Алишевское сельское поселение — п. Трубный
2. Архангельское сельское поселение — с. Архангельское
3. Вознесенское сельское поселение — с. Вознесенка
4. Долгодеревенское сельское поселение — с. Долгодеревенское
5. Есаульское сельское поселение — п. Есаульский
6. Краснопольское сельское поселение — п. Красное Поле
7. Кременкульское сельское поселение — с. Кременкуль
8. Мирненское сельское поселение — п. Мирный
9. Сельское поселение Новый Кременкуль — п. Новый Кременкуль
10. Полетаевское сельское поселение — п. Полетаево
11. Рощинское сельское поселение — п. Рощино
12. Саккуловское сельское поселение — п. Саккулово
13. Саргазинское сельское поселение — п. Саргазы
14. Солнечное сельское поселение — п. Солнечный
15. Теченское сельское поселение — п. Теченский
16. Томинское сельское поселение — п. Томинский

#### Троицкий район
- Административный центр района — город Троицк.

1. Белозерское сельское поселение — с. Белозеры
2. Бобровское сельское поселение — с. Бобровка
3. Дробышевское сельское поселение — с. Дробышево
4. Карсинское сельское поселение — с. Карсы
5. Ключевское сельское поселение — с. Ключевка
6. Клястицкое сельское поселение — с. Клястицкое
7. Кособродское сельское поселение — п. Целинный
8. Нижнесанарское сельское поселение — с. Нижняя Санарка
9. Песчанское сельское поселение — с. Песчаное
10. Родниковское сельское поселение — п. Родники
11. Новомирское сельское поселение п. Новый Мир
12. Троицко-Совхозное сельское поселение — п. Скалистый
13. Чернореченское сельское поселение — п. Черноречье
14. Шантаринское сельское поселение — п. Шантарино
15. Яснополянское сельское поселение — п. Ясные Поляны

#### Увельский район
- Административный центр района — поселок Увельский.

1. Каменское сельское поселение — п. Каменский
2. Кичигинское сельское поселение — с. Кичигино
3. Красносельское сельское поселение — с. Красносельское
4. Мордвиновское сельское поселение — с. Мордвиновка
5. Петровское сельское поселение — с. Петровское
6. Половинское сельское поселение — с. Половинка
7. Рождественское сельское поселение — с. Рождественка
8. Увельское сельское поселение — п. Увельский
9. Хомутининское сельское поселение — с. Хомутинино
10. Хуторское сельское поселение — с. Хуторка

#### Уйский район
- Административный центр района — село Уйское.

1. Аминевское сельское поселение — с. Аминево
2. Беловское сельское поселение — с. Белово
3. Вандышевское сельское поселение — д. Вандышевка
4. Кидышевское сельское поселение — с. Кидыш
5. Кумлякское сельское поселение — с. Кумляк
6. Ларинское сельское поселение — с. Ларино
7. Масловское сельское поселение — с. Маслово
8. Нижнеусцелемовское сельское поселение — с. Нижнеусцелемово
9. Петропавловское сельское поселение — с. Петропавловка
10. Соколовское сельское поселение — п. Мирный
11. Уйское сельское поселение — с. Уйское

#### Чебаркульский район
- Административный центр района — город Чебаркуль.

1. Бишкильское сельское поселение — п. Бишкиль
2. Варламовское сельское поселение — с. Варламово
3. Кундравинское сельское поселение — с. Кундравы
4. Непряхинское сельское поселение — с. Непряхино
5. Сарафановское сельское поселение — д. Сарафаново
6. Тимирязевское сельское поселение — п. Тимирязевский
7. Травниковское сельское поселение — с. Травники
8. Филимоновское сельское поселение — с. Филимоново
9. Шахматовское сельское поселение — д. Шахматово

#### Чесменский район
- Административный центр района — село Чесма.

1. Березинское сельское поселение — п. Березинский
2. Калиновское сельское поселение — п. Калиновский
3. Новомирское сельское поселение — п. Новый Мир
4. Новоукраинское сельское поселение — п. Новоукраинский
5. Редутовское сельское поселение — п. Редутово
6. Светловское сельское поселение — с. Светлое
7. Тарасовское сельское поселение — п. Тарасовка
8. Тарутинское сельское поселение — с. Тарутино
9. Углицкое сельское поселение — п. Углицкий
10. Цвиллингское сельское поселение — п. Цвиллинга
11. Черноборское сельское поселение — п. Черноборский
12. Чесменское сельское поселение — с. Чесма

## История
Челябинская область образована 17 января 1934 года. В её состав вошли 58 районов: Аромашевский, Аргаяшский, Белозерский, Бердюжский, Бишкильский, Брединский, Бродокалмакский, Варненский, Верхнеуральский, Викуловский, Голышмановский, Далматовский, Звериноголовский, Златоустовский, Исетский, Ишимский, Казанский, Каменский, Камышловский, Каргапольский, Катавский, Катайский, Кизильский, Копейский, Кочкарский, Кунашакский, Курганский, Куртамышский, Лебяжьевский, Маслянский, Макушинский, Миньярский, Мишкинский, Мокроусовский, Нагайбакский, Нязепетровский, Ольховский, Омутинский, Петуховский, Подовинный, Половинский, Полтавский, Саткинский, Сухоложский, Талицкий, Троицкий, Тугулымский, Увельский, Упоровский, Усть-Уйский, Уфалейский, Шадринский, Шатровский, Шумихинский, Щучанский, Юргамышский, Ялано-Катайский и Ялуторовский.
16 марта 1934 года образован Челябинский район, преобразованный 20 декабря того же года в Сосновский район. Кроме того, 20 декабря образован Кыштымский район.
10 мая 1934 года из Свердловской области в Челябинскую передан Багарякский район, а из Челябинской в Свердловскую — Сухоложский район.
7 декабря 1934 года из Челябинской области в Омскую переданы Аромашевский, Бердюжский, Викуловский, Голышмановский, Исетский, Ишимский, Казанский, Мостовский, Омутинский, Упоровский и Ялуторовский районы.
18 января 1935 года образованы новые районы: Агаповский, Буткинский, Варгашинский, Галкинский, Глядянский, Каракульский, Кировский, Колхозный, Лопатинский, Миасский, Мостовский, Покровский, Пышминский, Уксянский, Частоозерский, Чашинский, Чебаркульский и Чесменский. 28 февраля 1935 года образован Еткульский район.
31 декабря 1935 года упразднён Златоустовский район. 1 апреля 1937 года упразднён Копейский район.
3 октября 1938 года из Челябинской области в Свердловскую переданы Буткинский, Камышловский, Пышминский, Талицкий и Тугулымский районы.
17 февраля 1940 года образован Кусинский район, а 17 декабря 1940 — Альменевский и Сафакулевский районы (при этом упразднён Ялано-Катайский район). 6 июля 1940 года город Каменск Каменского района был преобразован в город областного подчинения Каменск-Уральский. 13 января 1941 года образован Красноармейский район, а 24 апреля — Мехонский район.
15 июня 1942 года из Челябинской области в Свердловскую переданы город областного подчинения Каменск-Уральский, Каменский и Покровский районы.
6 февраля 1943 года из Челябинской области в Курганскую переданы Альменевский, Белозерский, Варгашинский, Галкинский, Глядянский, Далматовский, Звериноголовский, Каргапольский, Катайский, Кировский, Курганский, Куртамышский, Лебяжьевский, Лопатинский, Макушинский, Мехонский, Мишкинский, Мокроусовский, Мостовский, Ольховский, Петуховский, Половинский, Сафакулевский, Уксянский, Усть-Уйский, Частоозерский, Чашинский, Шадринский, Шатровский, Шумихинский, Щучанский и Юргамышский районы.
21 августа 1943 года город Челябинск был переведён из областного подчинения в республиканское (РСФСР).
9 февраля 1944 года Уфалейский район переименован в Каслинский. 10 января 1945 года Кыштымский район переименован в Кузнецкий.
13 февраля 1945 года образованы Буринский и Кулуевский районы.
21 октября 1948 года упразднён Кузнецкий район, 24 мая 1956 года — Буринский и Кулуевский районы, 27 апреля 1959 года — Каракульский и Миасский районы, 15 октября 1959 года — Багарякский и Бродокалмакский районы. В 1955 году Кочкарский район переименован в Пластовский.
3 июня 1958 года город Челябинск был переведён из республиканского (РСФСР) подчинения в областное.
12 ноября 1960 года Миньярский район переименован в Ашинский.